# HTMBuzz
HTMBuzz est une société de transports en commun située à La Haye, aux Pays-Bas (Den Haag en néerlandais) qui exploite les lignes d'autobus urbains depuis le 9 décembre 2012, en les reprenant de HTM Personenvervoer.
L'entreprise est une société conjointe de HTM Personenvervoer et Qbuzz et a été créée pour le seul but de reprendre les services de lignes urbaines exploitées en autobus. Cette entreprise combine, selon HTMBuzz, l'expertise de HTM Personenvervoer concernant les transports urbains, avec l'expertise de Qbuzz concernant l'adjudication des transports en commun. Qbuzz est, à cette époque 100% filiale des NS, la société nationale ferroviaire.
Le 23 mai 2012, HTMBuzz remporte l'appel d'offres pour la gestion des lignes d'autobus urbains à La Haye, Leidschendam, Rijswijk et Voorburg, à partir du 9 décembre 2012 et pour une période de 7 ans. 
Le 8 novembre 2013, il est annoncé que les actions de HTMbuzz, dans les mains de Qbuzz, à nouveau entre dans les mains de HTM, le transporteur de La Haye devenant propriétaire à 100% de HTMbuzz. À la suite de ce transfert des actions, les NS resteront copropriétaire de HTMbuzz pendant près de la moitié, via HTM. HTMbuzz reste une entreprise privée indépendante. Maintenant que les actions HTMbuzz sont entièrement détenues par HTM, les activités quotidiennes ne changeront plus.
Le 6 juillet 2016, il a été annoncé que la municipalité de La Haye rachète les actions de la société mère HTM à NS. NS continuera à collaborer avec la municipalité et HTM pour améliorer les transports en commun.
Le 11 juillet 2018, la MRDH (Metropoolregio Rotterdam Den Haag = Région métropolitaine Rotterdam-La Haye) annonce que la gestion des lignes sera prolongée de 2019 à 2034.
La MRDH est un partenariat volontaire de municipalités basé sur la Loi de la Réglementation Commune. C'est une combinaison de la région de la ville de Rotterdam et du district urbain de Haaglanden. Cette région métropolitaine couvre la partie la plus urbanisée de la province de la Hollande-Méridionale et fait partie de la Randstad méridionale. La région a deux centres principaux, Rotterdam et La Haye.
Le bureau de la région a été créé à La Haye en 2014, mais a été transféré à Rotterdam en 2017.

## Services urbain de La Haye
HTMbuzz exploite 10 lignes de bus dans les municipalités de La Haye, Rijswijk et Leidschendam-Voorburg et 6 lignes  nocturnes sous le nom de HTM Nachtbuzz dans les municipalités de La Haye, Rijswijk, Delft, Delfgauw, Pijnacker-Nootdorp, Zoetermeer, Wateringen, Leidschendam-Voorburg, Voorschoten et Wassenaar. La société dispose actuellement de 115 bus de type MAN Lion's City (GNC, gaz naturel comprimé), de 8 bus de type VDL Citea électrique et 30 bus de type Berkhof (maintenant VDL) Diplomat. Avec les tramways de HTM, la société transporte environ 450 000 passagers par jour.

### Numérotation des lignes.
À compter du 9 décembre 2018, les numéros de ligne de 1 et 19 sont destinés aux tramways, 20 à 30 pour les lignes de bus urbains et à partir de 30 pour les lignes régionales.

### Flotte HTMbuzz
| Numérotation de la flotte | Nombre | Constructeur | Modèle          | Carburant  | Année de construction | Service                                                             | Remarque |
| ------------------------- | ------ | ------------ | --------------- | ---------- | --------------------- | ------------------------------------------------------------------- | --- |
| 1001-1115                 | 115    | MAN          | Lion's city A21 | GNC        | 2009-2011             | La Haye service urbain                                              | De la série originale 1001-1135 chez HTMbuzz, seuls les modèles 1013-1115 étaient disponibles. Les 1001-1012 ont d'abord été disponibles pour HTM pour les services de remplacement du tram. Actuellement ils sont de retour dans le service de bus régulier. En automne 2016 10 véhicules ont été vendus à Connexxion Haaglanden.                |
| 2001-2008                 | 8      | VDL          | Citea SLF-120   | Électrique | 2018                  | La Haye service urbain                                              | En service uniquement sur la ligne 28. |
| 301-330                   | 7      | Berkhof      | Diplomat BJ255  | Diesel     | 2005-2007             | Service de remplacement du tram et navette à l'aéroport de Schiphol | Actuellement les véhicules 320-327 sont en service sur les lignes temporaires 31 (La Haye-Central - Vredespaleis) et 61 (La Haye-Central - Schéveningue-Nord) en remplaçant la ligne 1 entre centre ville et Schéveningue-Nord. Les autres véhicules sont en service à l'aéroport de Schiphol comme navette entre la gare aérienne et parking P3. |

### Lignes HTMbuzz
| Ligne | Trajet                                                           | Via | Caractéristiques spéciales |  |
| ----- | ---------------------------------------------------------------- | --- | --- |  |
| 20    | La Haye Duinzigt - Gare centrale de La Haye                      | La Haye Waalsdorperweg, HMC Bronovo, Benoordenhout, Malieveld | |  |
| 21    | Schéveningue-Nord - Den Haag Vrederust                           | Kurhaus, Westbroekpark, Gemeentemuseum/Museon, Valkenboskwartier, Vruchtenbuurt, Houtwijk, Leyenburg, Winkelcentrum Leyweg, Bouwlust, Sophia Revalidatiecentrum en Vrederust | |  |
| 22    | Den Haag Duindorp - Ryswick De Schilp                            | Schéveningue, Kurhaus, Madurodam, Javastraat, Plein 1813, Kneuterdijk, Centrum, Station Den Haag Centraal, Station Hollands Spoor, centre commercial MegaStores, Laakkwartier, Spoorwijk, Rijswijk Station, centre commercial In de Bogaard, Steenvoorde                               | Depuis la gare de Ryswick, un sur deux continue vers Ryswick de Schilp. |  |
| 23    | Schéveningue-Nord - Den Haag Colijnplein/(Kijkduin)              | Kurhaus, HMC Bronovo, Benoordenhout, Bezuidenhout, Station Laan van NOI, Voorburg (Station, Diaconessenhuis), Ryswick (Station, centre commercial In de Bogaard, de Schilp, Moerwijk, Zuiderpark, centre commercial Leyweg, Leyenburg, Vruchtenbuurt, Bohemen en Meer en Bos, Kijkduin | Le trajet La Haye Colijnplein - La Haye Kijkduin n’est desservie que pendant les mois d’été; le dimanche après-midi, entre 12 et 18 heures, service alterné entre la gare de Voorburg et La Haye Colijnplein. |  |
| 24    | Station Den Haag Mariahoeve - La Haye Kijkduin                   | Mariahoeve, Haagse Hout, Bezuidenhout, gare centrale de La Haye, centre ville, Paleis Noordeinde/Kneuterdijk, Plein 1813, Javastraat, Vredespaleis, Duinoord, Gemeentemuseum/Museon, HagaZiekenhuis, Vogelwijk, Bohemen                                                                | |  |
| 25    | Grote Markt - Vrederust                                          | Schilderswijk, De Haagse Markt, Transvaal, Zuiderpark, centre commercial Leyweg, Bouwlust, Vrederust | |  |
| 26    | Station Voorburg/Station Den Haag HS - La Haye Kijkduin          | Binckhorst, Station Hollands Spoor, centre commercial MegaStores, Laakkwartier, Spoorwijk, Station Moerwijk, Zuiderpark, Leyenburg,Loosduinen, Kijkduin | Le soir et le week-end, seul service sur le trajet Station Den Haag HS - Den Haag Kijkduin |  |
| 27    | Station Den Haag Mariahoeve - Randveen                           | Mariahoeve, Haagse Hout, Bezuidenhout, gare centrale de La Haye, Station Hollands Spoor, De Haagse Markt, De la Reyweg, centre commercial Leyweg, Bouwlust, Vrederust | Heures de pointe seulement et service accéléré. |  |
| 28    | La Haye Zuiderstrand - gare centrale de La Haye/Station Voorburg | Westduinweg, World Forum, Vredespaleis, Javastraat, Plein 1813, Paleis Noordeinde/Kneuterdijk, centre ville, gare centrale de La Haye, Binckhorst | Ne circule qu’aux heures de pointe entre La Haye-Central et Station Voorburg. |  |
| 29    | Station Rijswijk - La Haye Oude Waalsdorperweg                   | Laakkwartier, Spoorwijk, centre commercial MegaStores, Station Hollands Spoor, gare centrale de La Haye, Malieveld, Benoordenhout, HMC Bronovo, Waalsdorperweg | Heures de pointe du matin uniquement vers Den Haag Oude Waalsdorperweg; sense inverse durant les heures de pointe de l'après-midi, vers la gare de Ryswick.                                                   |  |

Sources: HTMbuzz en Lijnennetkaart

### Lignes nocturnes (HTM Nachtbuzz)
| Ligne | Trajet                                                 | Via | Caractéristiques spéciales |
| ----- | ------------------------------------------------------ | --- | --- |
| N1    | La Haye Centrum (Buitenhof) - Mariahoeve/Schéveningue  | Haagse Hout, Mariahoeve, Kurhaus, Statenkwartier | Ligne circulaire et unidirectionnel, vendredi et samedi soir |
| N2    | La Haye Centrum (Buitenhof) - Leidschendam/Wassenaar   | Gare de La Haye-Central, Voorburg, Leidschendam, Voorschoten                                                                                           | Ligne circulaire et unidirectionnel, vendredi et samedi soir |
| N3    | La Haye Centrum (Buitenhof) - Loosduinen/Kraayenstein  | Bohemen, Kijkduin, Vroondaal, Station Hollands Spoor                                                                                                   | Ligne circulaire et unidirectionnel, vendredi et samedi soir |
| N4    | La Haye Centrum (Buitenhof) - Wateringen/Rijswijk      | Grote Markt, Winkelcentrum Leyweg, Winkelcentrum In de Bogaard, Laakkwartier, Binckhorst                                                               | Ligne circulaire et unidirectionnel, vendredi et samedi soir |
| N5    | La Haye Centrum (Buitenhof) - Ypenburg/Nootdorp/Delft  | Rijswijkseplein/Station Hollands Spoor, Ryswick, Nootdorp Pijnacker-Nootdorp, Pijnacker Pijnacker-Nootdorp, Delfgauw Pijnacker-Nootdorp, Delft Station | Ligne circulaire et unidirectionnel, vendredi et samedi soir; le samedi soir à Pijnacker et Delfgauw correspondence avec la ligne B10 du réseau nocturne de la RET vers Rotterdam. |
| N6    | La Haye Centrum (Buitenhof) - Leidschenveen/Zoetermeer | Gare de La Haye-Central, Leidschenveen, Zoetermeer Centrum-West, Zoetermeer Oosterheem, autoroute A12                                                  | Ligne circulaire et unidirectionnel, vendredi et samedi soir |

Sources: 